# Adela de Boves
Adela de Boves (o Adela de Bar-sur-Aube, també esmentada com Aelis) (nascuda vers 1010, morta l'11 de setembre de 1053) fou una comtessa francesa, filla i hereva de Nocher III, comte de Bar-sur-Aube. S'hauria casat quatre vegades, la primera (1040) amb Renald de Semur que va morir al cap de poc sense fills; llavors fou promesa a Raül IV de Valois (després també Raül III de Vexin-Amiens), però els senyors locals no l'acceptaven i la van fer casar una segona vegada (1041) amb Renard de Joigny; Raül, que era en peregrinació a Roma, a la tornada, va saquejar Joigny i es va apoderar d'Adela a la que va deixar un temps a l'abadia de La Ferté per estar segur que no estava prenyada de Renard; estant allí els seus vassalls van intervenir altre cop i la van fer casar una tercera vegada (1042) amb Roger de Vignory; Raül va marxar al lloc altra vegada i la va agafar altre cop i poc després s'hi va casar (probablement vers 1043) sent les quartes i darreres noces. Només va tenir successió amb el darrer:
- Gautier († 1065/1067), comte de Bar-sur-Aube (1053-1065/67) per dret de la mare (que hauria estat comtessa suo jure de Bar de 1040 a 1053).
- Simó († 1080), comte de Valois, de Montdidier, d'Amiens i de Vexin per dret patern (1047-1077), i de Bar-sur-Aube per dret matern (1065/1067-1077)
- Adelaida de Valois (Adelaida de Crépy), comtessa de Valois per dret patern i herència del germà, casada amb Herbert IV (vers 1032 † vers 1080), comte de Vermandois
- Elisabet de Valois († entre 1093 et 1101), casada a Bartomeu, senyor de Broyes
- Adela de Valois o Alix de Crépy († entre 1093 et 1100), casada amb Teobald III, comte de Blois, de Chartres, de Tours, de Châteaudun, de Provins, de Troyes i de Meaux